# Preajba de Pădure, Dolj
Preajba de Pădure este un sat în comuna Teslui din județul Dolj, Oltenia, România.
Satul este străbătut de râul Teslui, iar la nord și sud de sat există două păduri, care în prezent reprezintă o amintire a vechilor codri imenși, care înconjurau satul. Activitatea de bază desfășurată de către locuitori este agricultura, iar în trecut, legumicultura a fost practicată în mod mai extins, vechii locuitori creând sisteme de irigații prin captații ale unor izvoare și construirea de canale către locurile grădinilor (în afara vetrei satului).

## Istoric
Primele informații despre acest sat sunt din secolul al XVI-lea, fiind menționat într-un hrisov (1580) al domnitorului Țării Românești, Mihnea Vodă Turcitul, atunci când domnitorul a soluționat un diferend teritorial dintre locuitorii satelor Preajba și Româna (”Rumânii”), pe de o parte și „egumenul Doroteiu” de la schitul Boanta, pe de altă parte.

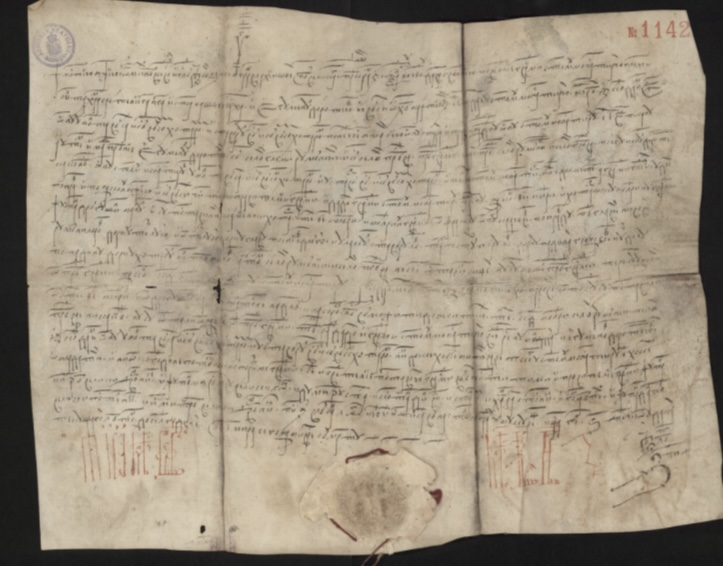
Hrisov, 1580, Mihnea Vodă Turcitul, Boanta, Preajba, www.arhivamedievală.ro (screenshot)

Acest sat sau satul Preajba de Jos (învecinat), sub denumirea de „Priasna”, mai apare menționat și în harta stolnicului Constantin Cantacuzino. De menționat că harta stolnicului Constantin Cantacuzino a fost  întocmită în intervalul martie 1694 - decembrie 1699. Legătura dintre denumirea de „Priasna” și „Preajba” nu poate fi pusă la îndoială, întrucât poziționarea topografică a localității pe harta stolnicului Constantin Cantacuzino este la sud-est de satul Viișoara, pe cursul Râului Teslui.
La sud de locurile „Dealul Comoarei” și „Valea Comoarei” (de pe teritoriul satului Viișoara-Moșneni, comuna Teslui), în apropiere, pe teritoriul satului Preajba de Pădure (com. Teslui), a fost descoperit un tezaur ce conține monede „Filip al II-lea” și stateri din aur emiși de Alexandru cel Mare etc.

## O posibilă origine etnică bulgară a unor locuitori
După Romanski, cătunul Boanta (din componența satului Preajba de Pădure) a fost fondat de grădinarii bulgari proveniți din zona Lom. Potrivit lui T. Balkanski, localnicii sunt originari din zona Vidin.
Originea etnică a celor ce au migrat dinspre Bulgaria în satul Boanta este chestionabilă și există posibilitatea ca aceștia să fi fost etnici români care trăiau la sud de Dunăre. Ca argumente pertinente pot fi invocate lipsa unor nume de familie de origine bulgară a localnicilor, a faptului că locuitorii actuali nu cunosc limba bulgară și nu au o conștiință de a aparține de națiunea bulgară. 
Aproape de fiecare dată, populațiile care au migrat de la sud de Dunăre la nord de acest fluviu au fost socotite ca fiind bulgare, fără să se țină seama că printre ei se regăseau populații de etnici români care migraseră anterior la sud de Dunăre.
Contrar celor susținute de Romanski, Boanta exista cu mult înainte de așa-zisa înființare de către grădinarii bulgari din zona Lom, acest fapt fiind atestat chiar de hrisovul sus-amintit, care atestă chiar existența unei mânăstiri pe teritoriul Boantei. Există și dovezi ale unei existențe anterioare, și anume din anul 1566, când domnitorul Petru Voievod a dat jumătate din moșia Boanta unui anume Neagomir și cealaltă jumătate unui anume Neagoe.

## O viață monahală pe teritoriul actual al satului
Acest schit mânăstiresc (Boanta) de pe teritoriul actual al satului Preajba de Pădure, care în prezent nu mai există, este considerat a fi unul dintre cele mai vechi din țară. Mănăstirea Boanta era închinată Episcopiei Râmnicului și existența sa nu poate fi pusă la îndoială chiar înainte de existența hrisovului de la 1580, întrucât acest hrisov nu face altceva decât să întărească vechile hotare.

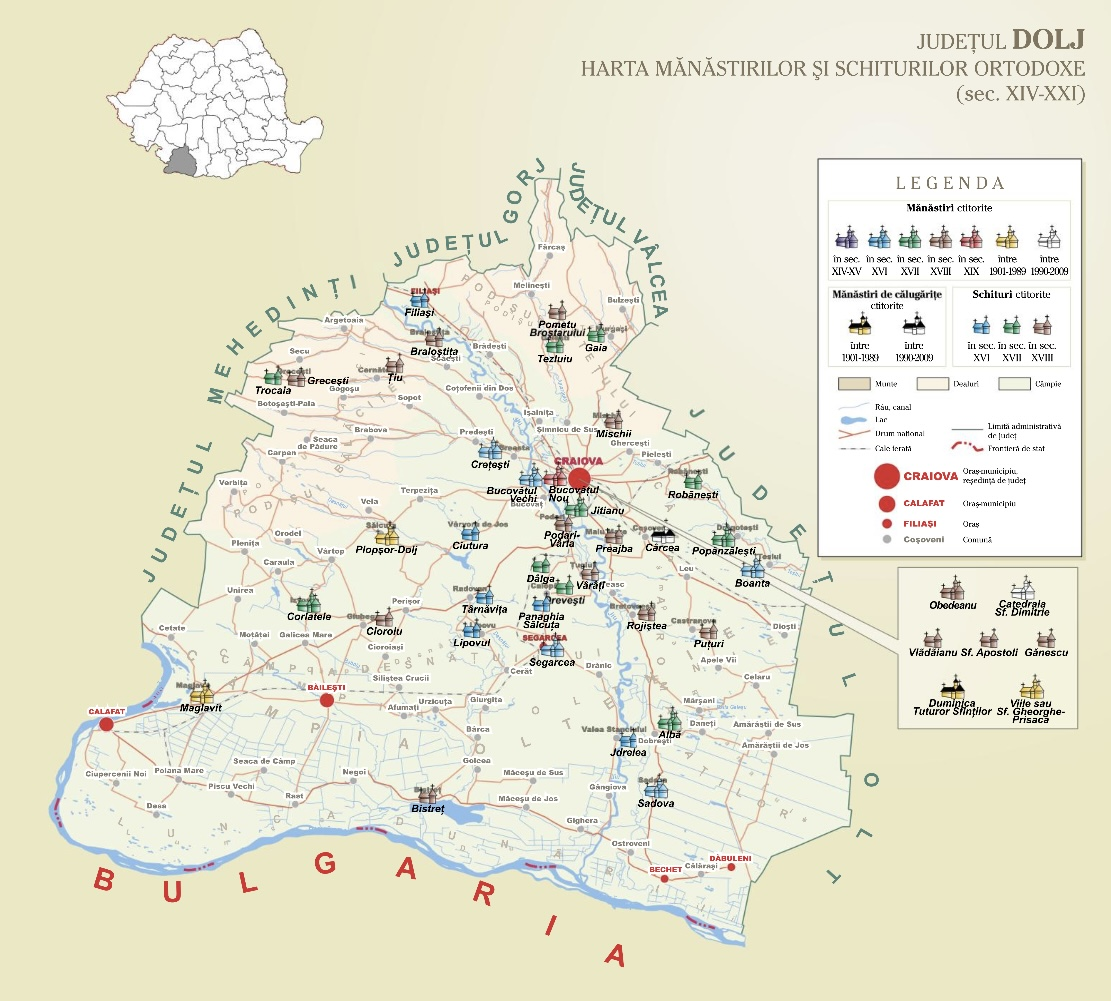
Hartă județul Dolj, mănăstiri (screenshot www.calameo.com)

## Viața moșnenească și boierească
În anul 1912 satul Preajba de Pădure este menționat în documente ca sat moșnenesc, iar anterior, sunt mențiuni despre satul „Preajba” din județul Romanați, plasa Tesluiului, ca fiind tot moșnenesc (1819-1820).
Satul, în dimensiunea teritorială a fostei comune Preajba de Pădure (județul Romanați), a cunoscut și o viață boierească, în prezent mai existând două conace, care se află într-o stare avansată de degradare. Aceste conace sunt o mărturie a existenței unor moșii boierești în împrejurimi. Unul dintre conace se numește „Vila Beau Sejour”, fiind construit în secolul al XX-lea, la începutul anilor '20 (în prezent Preajba de Jos).   